# Rhétorique d'anéantissement d'Israël dans la politique iranienne

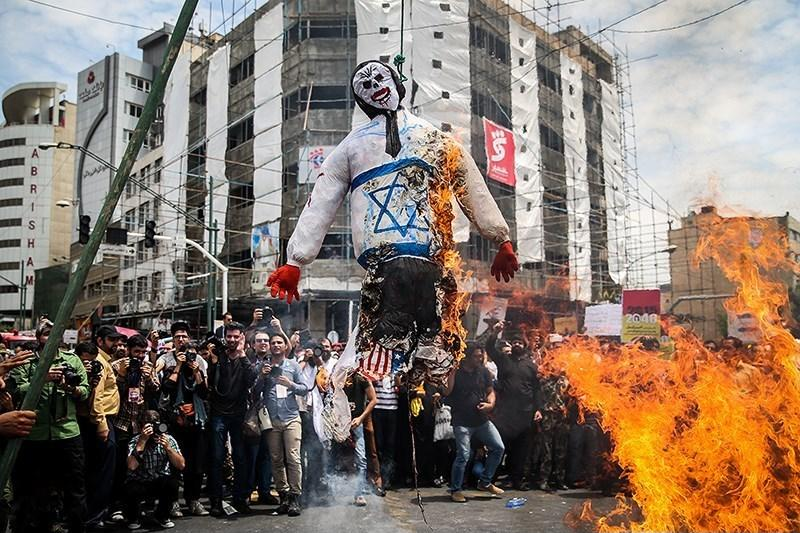
Journée de Qods célébrée à Téhéran en 2016.

La destruction d'Israël dans la politique iranienne est la campagne menée par la république islamique d'Iran visant à détruire Israël en tant qu'entité juive. Cette position a émergé de la révolution islamique de 1979, qui a transformé la vision de l'Iran sur Israël, passant d'un partenaire proche sous la monarchie Pahlavi à un principal adversaire idéologique. L'ayatollah Ruhollah Khomeini, fondateur de la République islamique, a dénoncé Israël comme un « régime sioniste » illégitime et a rompu les relations diplomatiques. Depuis lors, cette position est ancrée dans la rhétorique officielle, les programmes militaires, l'éducation parrainée par l'État et les événements symboliques tels que le Jour de Quds.
Le rejet de la légitimité d'Israël est resté constant, tant sous les dirigeants iraniens intransigeants que sous les modérés. Les Guides suprêmes Ruhollah Khomeini et Ali Khamenei ont tous deux qualifié à plusieurs reprises Israël de « tumeur cancéreuse » et ont publiquement appelé à son élimination. Même les leaders réformistes et les religieux modérés ont soutenu cette position. Bien que le régime iranien soutienne que son opposition est dirigée contre le sionisme plutôt que contre les Juifs ou le judaïsme, la propagande officielle a fréquemment estompé cette distinction, incorporant parfois le déni de l'Holocauste et invoquant des tropes antisémites.
La politique anti-israélienne de l'Iran est mise en œuvre par un cadre institutionnel centralisé dirigé par le bureau du Guide suprême et le Corps des gardiens de la révolution islamique (CGRI). Les activités opérationnelles sont largement menées via un réseau d'acteurs non étatiques alliés, notamment le Hezbollah au Liban, les Houthis au Yémen, le Hamas et le Jihad islamique palestinien dans les territoires palestiniens, ainsi que d'autres groupes affiliés. Ces organisations reçoivent un soutien iranien soutenu sous forme de financement, d'armes et de formation, et sont collectivement désignées par les responsables iraniens comme l'«Axe de la résistance». Ce réseau de procuration permet à l'Iran d'exercer une influence sur plusieurs fronts tout en posant une menace existentielle à Israël par le biais d'un conflit asymétrique. De plus, les déclarations de hauts fonctionnaires et l'hostilité du régime envers Israël ont conduit de nombreux observateurs à considérer les ambitions nucléaires de l'Iran comme faisant partie d'une stratégie plus large visant à détruire Israël.

## Déclarations des dirigeants iraniens
Anciens partenaires stratégiques, l'Iran et Israël ont vu leur relation prendre fin brutalement avec la révolution islamique de 1979, lorsque la République islamique a rompu les liens et a dépeint l'État juif comme un adversaire idéologique central. Depuis lors, l'objectif d'éliminer Israël en tant qu'État juif est resté un pilier central de l'approche iranienne des affaires régionales. L'ayatollah Rouhollah Khomeini, le Guide suprême fondateur de la République, a qualifié Israël de « Petit Satan », en contrepartie de l'appellation « Grand Satan » réservée aux États-Unis. Les dirigeants iraniens, toutes générations confondues – de Khomeini et son successeur l'ayatollah Ali Khamenei aux hauts fonctionnaires, commandants militaires et médias alignés sur l'État – ont constamment utilisé une rhétorique appelant à l'élimination d'Israël ou prévoyant son effondrement.

### Le Guide suprême Ruhollah Khomeini
Le Guide suprême Ruhollah Khomeini a qualifié Israël à plusieurs reprises de « tumeur cancéreuse » et de « glande cancéreuse ». Interrogé sur l'octroi d'un soutien financier aux moudjahidines palestiniens, Khomeini a répondu : « C'est une obligation… C'est important pour abolir les sionistes infidèles, qui sont les ennemis de l'humanité ».

### Le Guide suprême Ali Khamenei

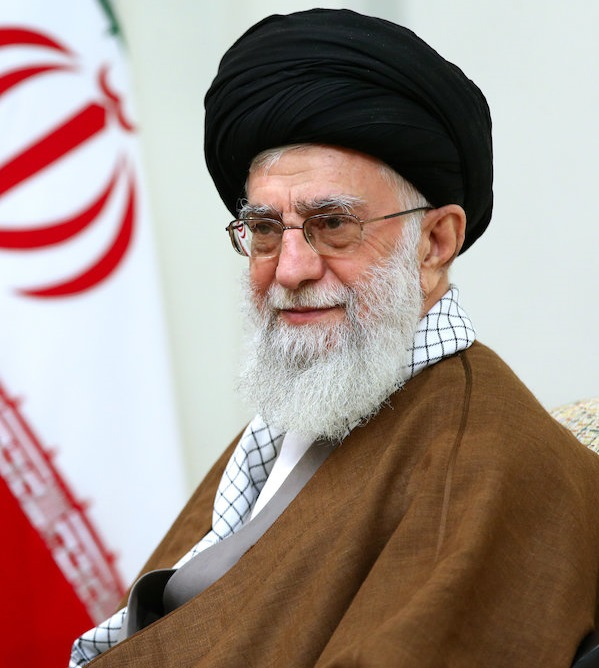
Le Guide suprême Ali Khamenei a décrit Israël comme une « tumeur cancéreuse maligne » qui doit « être retirée et éradiquée ».

En 2013, le Guide suprême de l'Iran, l'ayatollah Ali Khamenei, a qualifié Israël de pays « voué à l'échec et à l'anéantissement », de « régime illégitime » dirigé par des « chiens enragés intouchables », ajoutant que leurs dirigeants « ne peuvent pas être appelés des êtres humains, ils sont comme des animaux ». Le 9 septembre 2015, il a déclaré : « Si Dieu le veut, il n'y aura plus de régime sioniste dans 25 ans. Deuxièmement, pendant cette période, l'esprit de combat, d'héroïsme et de jihad vous tiendra en alerte à chaque instant ».
Lors d'un sermon du vendredi prononcé en février 2012, Khamenei a qualifié Israël de « tumeur cancéreuse » et a promis le soutien de l'Iran à tout groupe ou nation qui l'affronterait. En 2018, Khamenei a décrit Israël comme une « tumeur cancéreuse maligne » qui doit « être retirée et éradiquée »,. Deux ans plus tard, lors d'une allocution télévisée pour la Journée de Qods en mai 2020, il a réitéré ce sentiment, qualifiant Israël de « croissance mortelle, cancéreuse et un fléau pour cette région », et a affirmé qu'« il sera sans aucun doute déraciné et détruit ».
Le 3 octobre 2023, quatre jours seulement avant que le Hamas, soutenu par l'Iran, ne lance ses attaques du 7 octobre contre Israël, Khamenei a prononcé un discours à Téhéran dans lequel il a réaffirmé l'engagement de la République islamique à détruire Israël. Khamenei a déclaré qu'Israël « mourrait de sa fureur », a réaffirmé la description d'Israël par l'ayatollah Khomeini comme « un cancer », et a conclu en disant : « Ce cancer sera définitivement éradiqué, si Dieu le veut, par le peuple palestinien et les forces de résistance dans toute la région ». Le 24 mai 2024, Ali Khamenei a déclaré lors d'une réunion avec le leader du Hamas, Ismail Haniyeh : « La promesse divine d'éliminer l'entité sioniste sera tenue et nous verrons le jour où la Palestine s'étendra du fleuve à la mer ».

### Présidents
L'ancien président, l'ayatollah Akbar Hashemi Rafsanjani, souvent décrit comme un modéré politique, a déclaré que la détonation d'une seule arme nucléaire en Israël « anéantira tout le pays ».

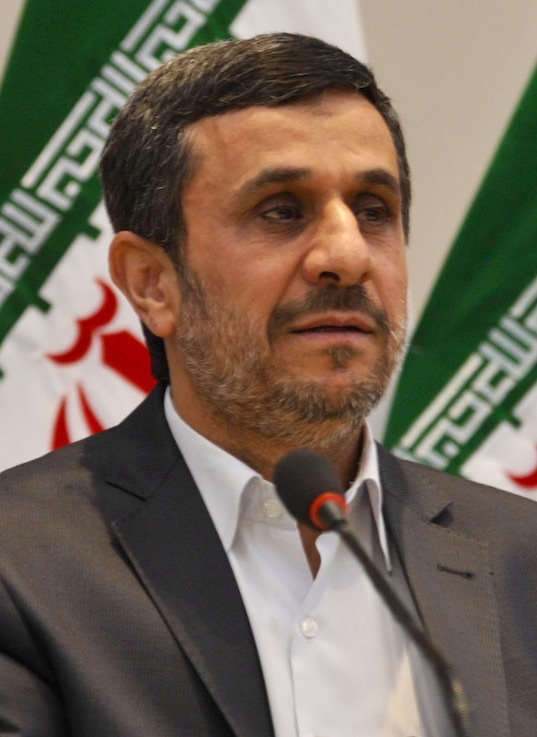
Le président Mahmoud Ahmadinejad a appelé à ce qu'Israël soit « effacé de la surface de la Terre ».

En 2006, lors de la conférence « Un monde sans sionisme », le président de l'époque, Mahmoud Ahmadinejad, a cité l'ayatollah Khomeini appelant à ce qu'Israël soit « effacé de la surface de la Terre », alternativement traduit par « effacé des pages de l'histoire ». Il a également déclaré que l'Holocauste était un mythe, affirmant : « ils ont créé un mythe au nom de l'Holocauste et le considèrent comme étant au-dessus de Dieu, de la religion et des prophètes ». En 2007, il a dit que « par la volonté de Dieu, nous assisterons à la destruction de ce régime dans un proche avenir ».
Le 24 novembre 2018, lors de la Conférence annuelle sur l'unité islamique, l'ancien président Hassan Rohani, généralement connu pour une rhétorique plus modérée, a qualifié Israël de « tumeur cancéreuse » et de « régime factice » créé par les puissances occidentales pour servir leurs intérêts au Moyen-Orient.
En novembre 2023, le président d'alors, Ebrahim Raïssi, a déclaré : « J'espère que Dieu libérera la Palestine dès que possible, et que nous assisterons aux derniers instants de l'existence d'Israël et célébrerons sa fin ».

### Commandants militaires
Hojatoleslam Ali Shirazi, représentant du Guide suprême Ali Khamenei au sein du Corps des gardiens de la révolution islamique (CGRI) d'Iran, a déclaré en 2013 : « Le régime sioniste sera bientôt détruit, et cette génération sera témoin de sa destruction ».
En 2014, Hossein Salami, alors commandant adjoint du CGRI, a publié une série de déclarations agressives contre Israël. Dans un discours, il a menacé de représailles directes, déclarant : « Nous vous poursuivrons [Israéliens] de maison en maison et nous nous vengerons de chaque goutte de sang de nos martyrs en Palestine, et c'est le point de départ de l'éveil des nations islamiques pour votre défaite ». Dans une autre déclaration, il a affirmé que « le régime sioniste est lentement en train d'être effacé du monde », et a prédit que « bientôt, il n'y aura plus rien de tel que le régime sioniste sur la planète Terre ».
En 2014, Hossein Sheikholeslam, alors secrétaire général du Comité iranien de soutien à l'Intifada palestinienne, a déclaré que « la question de la destruction d'Israël est importante, quelle que soit la méthode », et a souligné que l'Iran « mettrait en œuvre la stratégie de l'Imam Khomeini et du Guide [Khamenei] sur la question de la destruction des sionistes ». Sheikholeslam a averti que « la région ne sera pas tranquille tant qu'Israël y existera ».
À la suite des attaques du Hamas contre Israël le 7 octobre 2023, en octobre 2023, le commandant en second du Corps des gardiens de la révolution islamique (CGRI), Ali Fadavi, a déclaré que « les chocs du front de résistance contre le régime sioniste se poursuivront jusqu'à ce que cette "tumeur cancéreuse" soit éradiquée de la carte du monde ».

### Clercs éminents
Ahmad Alamolhoda, un éminent religieux iranien et membre de l'Assemblée des Experts, a déclaré en 2013 que « la destruction d'Israël est l'idée de la révolution islamique en Iran et l'un des piliers du régime islamique iranien ». Il a affirmé : « Nous ne pouvons pas prétendre n'avoir aucune intention d'entrer en guerre avec Israël ».
L'ayatollah Hussein-Ali Montazeri, autrefois désigné comme successeur de Khomeini et plus tard partisan du mouvement réformiste, a rappelé avoir dit à une délégation de parlementaires réformistes que, selon le Coran 7, les Juifs du sionisme seraient affligés de tourments et de misère jusqu'au Jour de la Résurrection. Il a également cité un hadith du XVIIe siècle tiré de Biḥār al-Anwār selon lequel l'Imam Ja'far al-Sadiq aurait déclaré à trois reprises que ceux qui extermineraient finalement les Juifs seraient « le peuple de Qom », en référence au clergé chiite iranien.
En 2010, Mohammad Hassan Rahimian, représentant de Khamenei auprès de la Fondation Mostazafan, a déclaré que l'Iran possède des capacités de missiles qui lui permettraient de « remplacer [sic] Israël dans son intégralité par un grand holocauste ».
L'ayatollah Mohammad Musavi-e Bojnurdi, un juriste de haut rang connu pour son association avec les courants réformistes et du Mouvement vert en Iran, a déclaré qu'« il n'y a pas de place pour des relations amicales avec Israël ».

## Doctrine et stratégie militaires

### Axe de la résistance

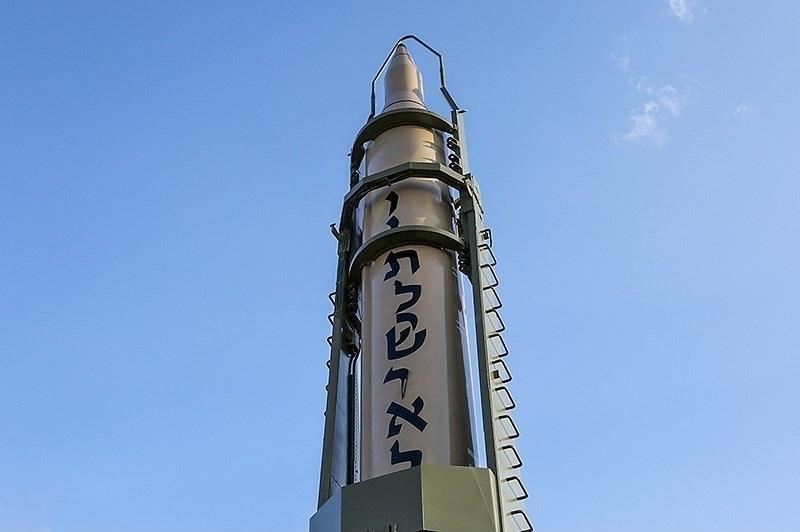
Les mots « Mort à Israël », en hébreu, sur un missile balistique iranien Ghadr exposé à Ispahan.

Le soi-disant « Axe de la résistance » de l'Iran fait référence à son alliance stratégique avec des acteurs non étatiques régionaux, notamment le Hezbollah au Liban, le Hamas et le Jihad islamique palestinien dans les territoires palestiniens, ainsi que le mouvement Houthi au Yémen. Ces groupes reçoivent un soutien iranien soutenu sous forme d'armes, de financement et de formation. Selon l'analyste Afshon Ostovar, l'objectif de ce réseau est de poser à Israël un défi existentiel à long terme en l'« étranglant lentement » à travers une série de « guerres de plus en plus destructrices et ingagnables ».
L'Iran a secrètement soutenu les attentats-suicides visant des civils israéliens. L'attaque du Hamas du 7 octobre contre Israël – qui a tué environ 1 200 personnes, principalement des civils, et a entraîné l'enlèvement de 250 otages – était, au moins en partie, un produit de la stratégie iranienne. Selon un rapport du Wall Street Journal citant des membres de haut rang du Hamas et du Hezbollah, le CGRI a aidé à planifier l'assaut et a donné son feu vert lors d'une réunion le 2 octobre à Beyrouth. En amont de l'attaque, environ 500 combattants du Hamas et du Jihad islamique palestinien auraient reçu une formation en Iran sous la supervision de la Force Quds du CGRI. Selon le Washington Post, l'attaque s'est produite « avec un soutien clé de [l'Iran] qui a fourni une formation militaire et une aide logistique, ainsi que des dizaines de millions de dollars pour les armes ». Suite au décès du leader du Hamas, Yahya Sinwar, lors d'une opération israélienne à la mi-octobre 2024, une nouvelle fresque murale est apparue à Téhéran portant le message « La tempête de Sinwar continuera », en référence à la Tempête d'Al-Aqsa, nom que le Hamas a donné à ses attaques du 7 octobre.

### Programme nucléaire
La destruction d'Israël est fréquemment citée comme l'un des nombreux objectifs stratégiques derrière les ambitions nucléaires de l'Iran. Les États-Unis ont soutenu qu'un Iran doté de capacités nucléaires utiliserait probablement ses moyens pour tenter l'anéantissement d'Israël.

### Programme de missiles
L'Iran a inscrit les mots hébreux signifiant « Israël doit être effacé » sur certains de ses missiles produits localement, dont un certain nombre auraient été transférés à la Russie pour être utilisés dans son invasion de l'Ukraine.

## Propagande, symbolisme et messages idéologiques

### Journée de Qods

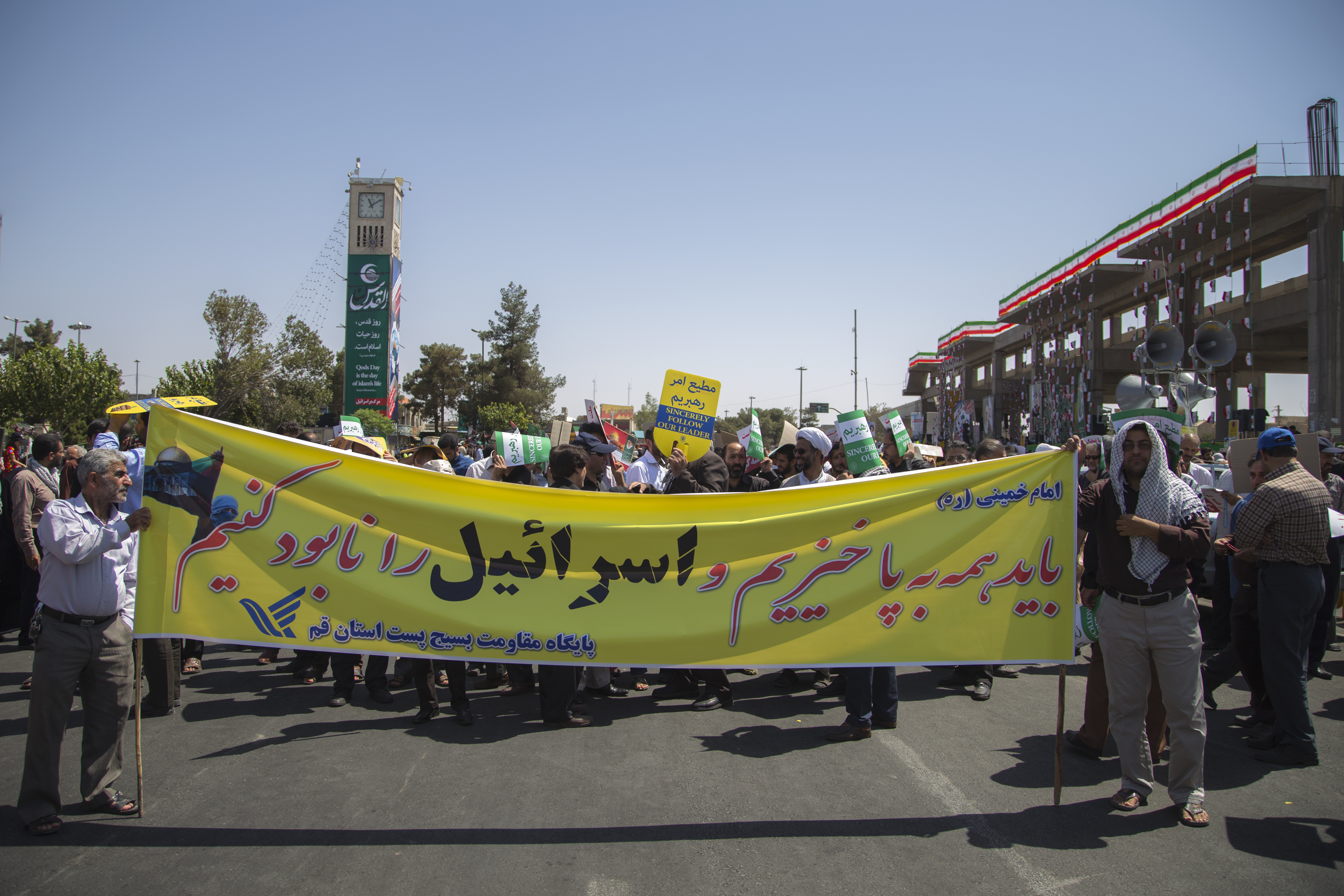
Des participants au défilé de la Journée de Qods à Qom brandissent une bannière citant Khomeini : « Nous devons tous nous lever et détruire Israël. ».

Instituée par l'ayatollah Khomeini, la Journée de Qods (Ruz-e Qods, en référence à Jérusalem) est célébrée annuellement le dernier vendredi du Ramadan et est explicitement conçue pour promouvoir la solidarité musulmane contre Israël,. Des religieux de haut rang, dont l'ayatollah Makarem Shirazi, ont décrit la participation à la Journée de Qods comme une forme de culte religieux, visant à « renforcer le lien qui unit les musulmans du monde » et à signaler que sunnites et chiites sont unis sur les questions essentielles.

### Compte à rebours avant l'anéantissement d'Israël
En 2017, un affichage numérique de compte à rebours a été installé à Téhéran, symbolisant l'engagement de l'Iran envers la destruction d'Israël. Cette horloge est située sur la Place de Palestine, un espace public proéminent de la capitale iranienne. Elle est programmée pour décompter 25 ans à partir d'une déclaration de Khamenei en 2015, dans laquelle il prédisait qu'Israël cesserait d'exister d'ici un quart de siècle.

### Slogans publics et discours ritualisés

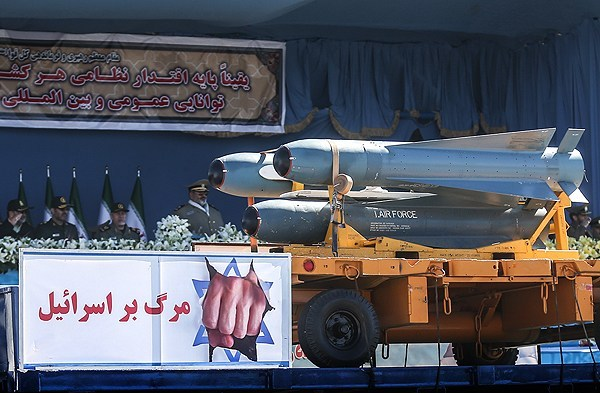
Les mots « Mort à Israël » en persan affichés lors d'un défilé célébrant la Journée de l'Armée, en 2016.

« Mort à Israël », aux côtés de « Mort à l'Amérique », est depuis plus d'un quart de siècle l'un des slogans les plus omniprésents et polyvalents dans l'Iran officiel. Sous forme verbale, ces slogans ont servi de méthode d'applaudissement la plus populaire dans l'Iran officiel et sont souvent inculqués aux citoyens dès leur jeune âge, s'incrustant profondément dans leur conscience.
L'appel à la conquête de Jérusalem (et par extension, à la destruction d'Israël) est dépeint comme un jihad unificateur qui pourrait détourner l'opposition sunnite de l'Iran chiite. Cette stratégie positionne l'Iran comme l'avant-garde de la résistance islamique mondiale.

### Théories du complot
Le Guide suprême, l'ayatollah Khamenei, a déclaré à des étudiants universitaires qu'Israël avait été créé par les puissances occidentales dans le but explicite d'empêcher l'unité des États musulmans. L'ayatollah Mahmoud Hashemi Shahroudi, ancien chef du pouvoir judiciaire iranien, a affirmé que le sionisme « raciste et anti-humain » avait « asservi tous les peuples du monde » et a accusé les États musulmans de coopérer avec une conspiration sioniste de la « politique hébraïque » visant à diviser le monde islamique. Le député iranien Emad Afroogh a allégué que des « rabbins juifs » étaient responsables du revirement de Cheikh Yusuf al-Qaradawi, s'éloignant de sa modération précédente envers les Chiites. Le commandant de la marine du CGRI, Alireza Tangsiri, a affirmé en 2022 que les dirigeants saoudiens descendaient des Juifs de Médine et de Khaybar, ennemis du Prophète Muhammad.
Les médias iraniens, y compris les organes alignés sur la faction réformiste, ont accusé les services de renseignement israéliens de tenter de saper les rituels religieux chiites et de semer la discorde sectaire. Dans un exemple de 2019, le Mossad aurait entraîné des Juifs israéliens en tant que maddahan (eulogistes rituels) pour infiltrer les assemblées de deuil en Iran et délibérément induire le public en erreur en le poussant à maudire ou à blasphémer.

### Conférences parrainées par l'État
Entre 2011 et 2021, les institutions iraniennes ont organisé des dizaines de conférences à vocation idéologique avec des titres provocateurs tels que « Le sionisme et la maladie du SRAS », « Le génocide au Rwanda et à Gaza » (où un seul orateur a abordé le Rwanda et les quinze autres se sont concentrés sur Gaza), et « Judaïsme et Hollywood : Une conspiration diabolique », démontrant l'effort du régime pour lier le sionisme aux maux mondiaux. Ces événements, bien que souvent peu fréquentés, sont publiquement présentés comme de grandes rencontres intellectuelles, les médias d'État décrivant un auditorium à moitié vide comme étant « plein à craquer » lors d'une conférence intitulée « Les racines juives du MI-6 ».

## Évaluations académiques
Efraim Karsh, historien britannico-israélien spécialiste de la politique du Moyen-Orient, a qualifié la position de l'Iran envers Israël de génocidaire.
Selon l'universitaire américain Afshon Ostovar, la campagne iranienne contre Israël, visant à poser une menace existentielle à ce dernier, constitue « le conflit le plus déstabilisant du Moyen-Orient » et porte « le plus grand potentiel de provoquer une guerre régionale plus étendue ».
Le journaliste américain Jeffrey Goldberg a soutenu que si l'Iran acquérait des armes nucléaires, il intensifierait probablement ses efforts pour détruire Israël sous la protection d'une dissuasion nucléaire, ce qui pourrait entraîner des conséquences catastrophiques.

## Réponses

### Critiques internes iraniennes

#### Intellectuels et universitaires
Sadegh Zibakalam, professeur émérite de sciences politiques à l'Université de Téhéran, s'est fréquemment prononcé contre les politiques agressives du régime. Dans ses remarques, il note que le public iranien, en particulier la jeune génération, perd de l'intérêt pour la question palestinienne et exprime même son soutien à des personnalités comme Benjamin Netanyahu et Donald Trump. Ce soutien ne découle pas d'un alignement avec leurs politiques, mais plutôt d'une opposition au régime iranien et à son soutien à des groupes tels que le Hamas et le Hezbollah. En raison de ses déclarations, Zibakalam a purgé une peine de 18 mois de prison et, en mars 2025, faisait à nouveau l'objet d'une enquête, risquant une nouvelle incarcération.

#### Politiciens
Abdollah Nouri, un éminent religieux et ancien ministre de l'Intérieur, a été condamné à cinq ans de prison en 1999 (faisant de lui le plus haut responsable de la République islamique emprisonné depuis la révolution), apparemment pour, entre autres accusations, avoir ouvertement contesté la doctrine de Khomeini selon laquelle Israël devait être anéanti.

#### Critique publique de la Journée de Qods
La Journée de Qods a, ces dernières années, fait l'objet de critiques généralisées de la part des citoyens iraniens, notamment sur les réseaux sociaux. Selon un rapport d'Iran International d'avril 2024, de nombreux Iraniens considèrent cet événement annuel comme un rituel politique hors de propos, déconnecté des dures réalités sociales et économiques du pays. Un des interviewés a déclaré : « Les gens n'acceptent plus la République islamique ou sa Journée de Qods », accusant le gouvernement d'hypocrisie pendant que la population souffre sous les sanctions et la mauvaise gouvernance.

### Réponses religieuses juives
Après la révolution iranienne de 1979, les chefs religieux juifs ont exprimé leur inquiétude quant aux implications potentielles des politiques de la nouvelle République islamique pour Israël et les communautés juives de la région. Le rabbin Menachem Mendel Schneerson, connu sous le nom de Rabbi de Loubavitch, a décrit la révolution comme un tournant significatif dans la politique mondiale. Dans des discours publics de l'époque, il a averti que le défi iranien aux États-Unis affaiblirait l'influence américaine et encouragerait l'hostilité envers Israël. Le Rabbi a également exprimé son alarme quant à la sécurité de la communauté juive en Iran, qui comptait alors environ 50 000 personnes, et a préconisé une journée communautaire de jeûne et de prière en réponse à l'escalade de la crise.

## Galerie

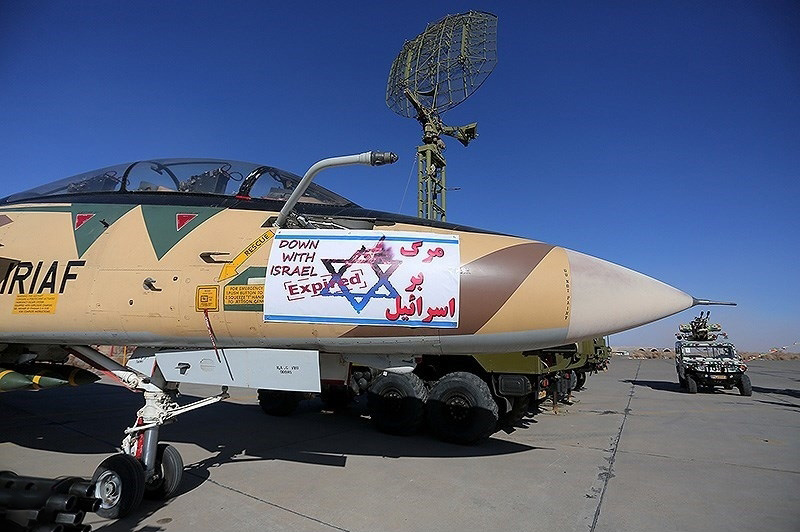
Un avion de chasse iranien F-14 Tomcat exposé à Ispahan, portant le slogan « Mort à Israël » à côté du mot « Expiré » (2019)
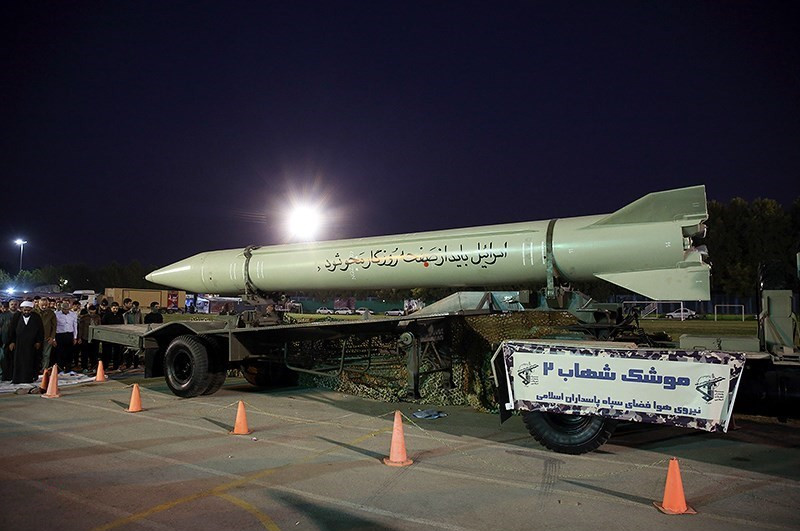
Le slogan « Israël doit être rayé de la carte » inscrit sur un missile Shahab-2 exposé à Mashhad (2019)
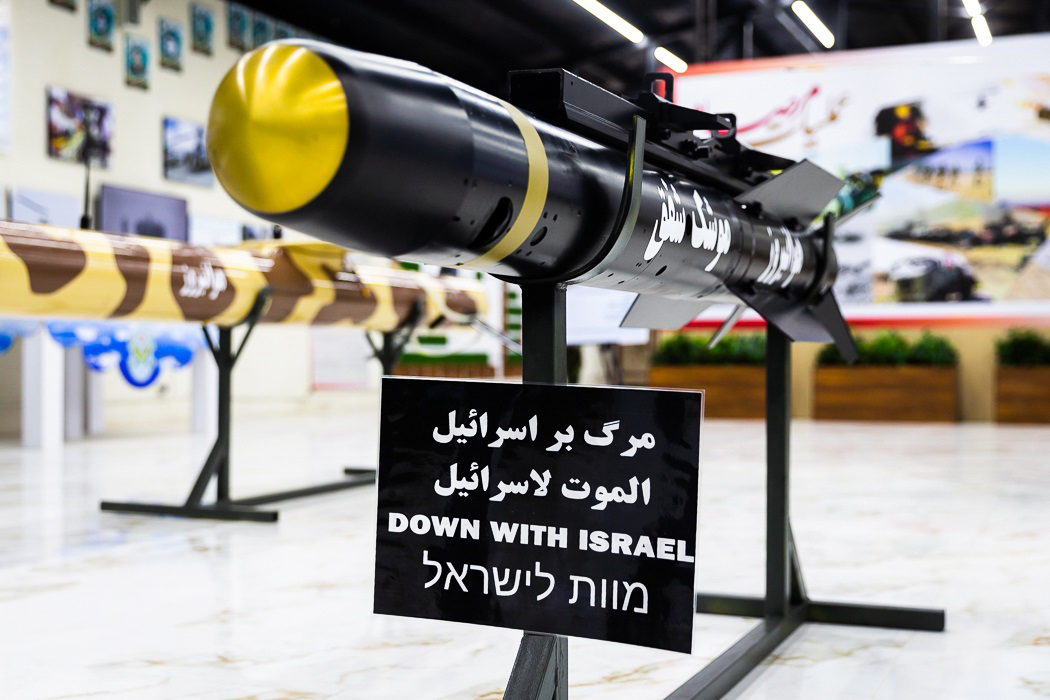
L'expression « Mort à Israël » affichée en quatre langues (accompagnée d'une traduction anglaise adoucie indiquant « Down with Israel ») au Musée de l'aviation de l'armée iranienne (2019)
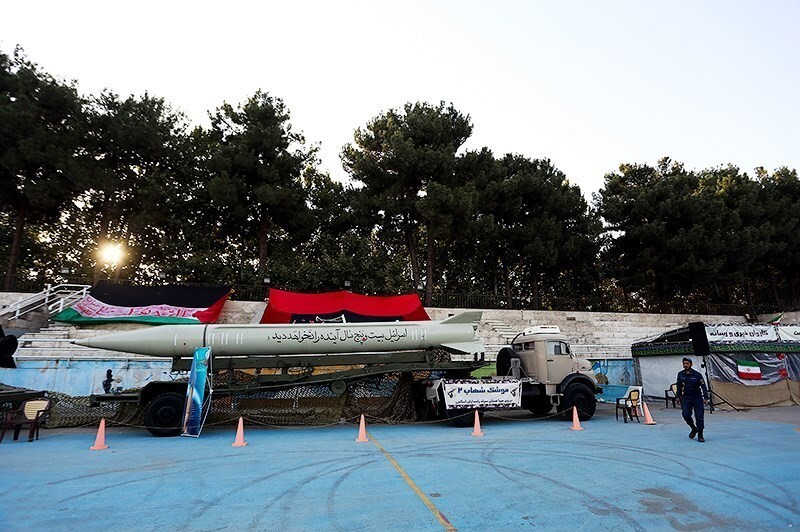
Le slogan « Israël ne verra pas plus de cinq ans dans le futur » inscrit sur un missile lors de l'exposition de la Semaine de la Défense Sacrée à Mashhad (2019)
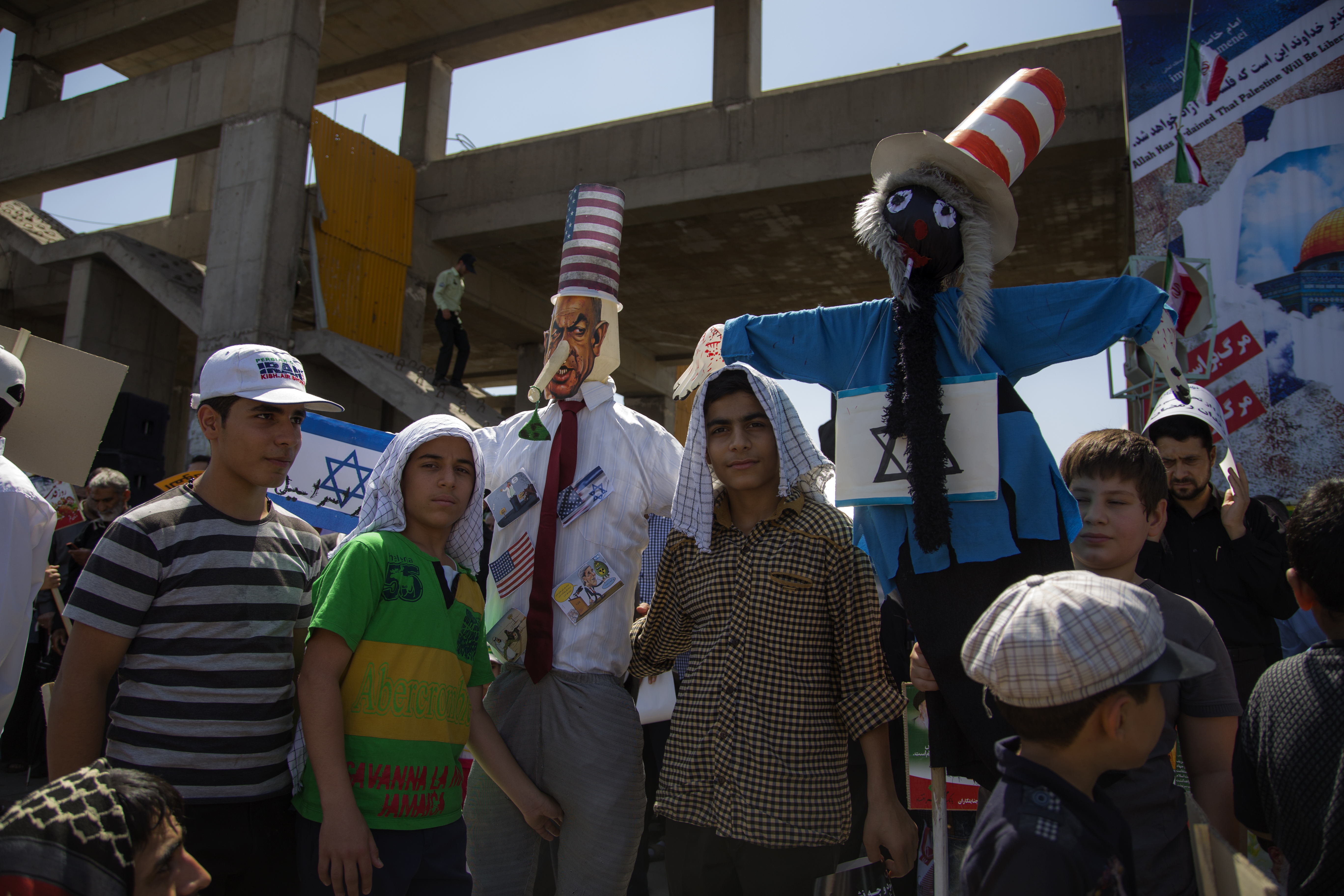
Des enfants posent avec une effigie du Premier ministre israélien Benjamin Netanyahu lors d'un défilé de la Journée de Qods à Qom (2015)
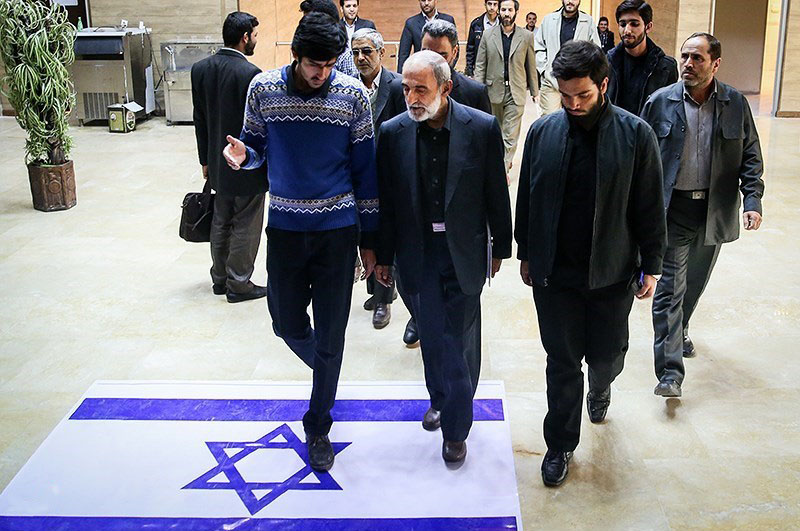
Hossein Shariatmadari, rédacteur en chef du journal iranien Kayhan, marchant sur un drapeau israélien à l'Université de technologie Amirkabir (2015)